# Chiesa di San Pietro a Careggi
La chiesa di San Pietro a Careggi è un luogo di culto cattolico che si trova in via Cosimo il Vecchio nel quartiere ovest di Careggi a Firenze.

## Storia e descrizione
La chiesa è documentata dal 1036 come dipendente dalla pieve di Santo Stefano in Pane. Un terremoto abbatté nel Trecento la primitiva costruzione a tre navate, che fu ricostruita ad una sola navata.
Preceduta da un portico seicentesco, fu completamente riedificata nelle forme attuali nel 1803. Ebbe il patronato dei Pilli e quindi dei Medici che avevano la loro villa nel territorio parrocchiale.
All'interno, affreschi di Cesare Maffei decorano la volta e la cupoletta absidale (1859-1861). Dietro l'altar maggiore una replica fotografica di Cristo che consegna le chiavi a san Pietro di Francesco Conti, e sulla parete sinistra Madonna col Bambino di Domenico di Michelino, già nel convento di Sant'Agata in via San Gallo (anche questa in replica fotografica, così come la pala nell'attiguo oratorio della Compagnia). Sull'altare di sinistra, questa volta in originale, Santa Filomena, rara opera pittorica di Aristodemo Costoli (1850 ca.), noto soprattutto come scultore.